# Degollado
Degollado är en ort i Mexiko.   Den ligger i kommunen Degollado och delstaten Jalisco, i den centrala delen av landet, 300 km väster om huvudstaden Mexico City. Degollado ligger 1 793 meter över havet och antalet invånare är 10 753.
Terrängen runt Degollado är kuperad norrut, men söderut är den platt. Runt Degollado är det ganska tätbefolkat, med 80 invånare per kvadratkilometer. Närmaste större samhälle är La Piedad Cavadas, 18,6 km sydost om Degollado. Omgivningarna runt Degollado är en mosaik av jordbruksmark och naturlig växtlighet.